# Macromphalus thelacme
Macromphalus thelacme is een slakkensoort uit de familie van de Vanikoridae. De wetenschappelijke naam van de soort is voor het eerst geldig gepubliceerd in 1904 door Melvill.